# Oxylobium
Genre
Oxylobium est un genre de plantes à fleurs dicotylédones de la famille des Fabaceae, sous-famille des Faboideae, originaire d'Australie, qui compte 17 espèces acceptées.

## Liste d'espèces
Selon The Plant List (6 octobre 2018) :
- Oxylobium aciculiferum (F.Muell.) Benth.
- Oxylobium alpestre F.Muell.
- Oxylobium arborescens R.Br.
- Oxylobium carinatum (Meissner) Benth.
- Oxylobium cordifolium Andrews
- Oxylobium ellipticum (Vent.) R.Br.
- Oxylobium linariifolium (G.Don) Domin
- Oxylobium lineare (Benth.) Benth.
- Oxylobium microphyllum Benth.
- Oxylobium obtusifolium Sweet
- Oxylobium procumbens F.Muell.
- Oxylobium pulteneae DC.
- Oxylobium robustum J.Thompson
- Oxylobium scandens (Sm.) Benth.
- Oxylobium spathulatum (Meissner) Benth.
- Oxylobium tricuspidatum Meissner
- Oxylobium virgatum Benth.